# أليخاندرو موريرا
أليخاندرو موريرا (بالإسبانية: Alejandro Maureira)‏ هو مدرب كرة قدم ولاعب كرة قدم تشيلي، ولد في 26 يوليو 1983 في فينيا ديل مار في تشيلي. لعب مع ديبورتيس ماجالانز.

## وصلات خارجية
- أليخاندرو موريرا على موقع قاعدة بيانات كرة القدم.إي يو (الإنجليزية)
- أليخاندرو موريرا على موقع Soccerway.com (الإنجليزية)
- أليخاندرو موريرا على موقع عالم كرة القدم.نت (الإنجليزية)